# Paris-Roubaix de 1956
A 54.ª edição da Paris-Roubaix teve lugar a 8 de abril de 1956 e foi vencida pelo francês Louison Bobet.

## Classificação final
| Posição | Ciclista            | Equipa                            | Tempo      |
| ------- | ------------------- | --------------------------------- | ---------- |
| 1       | Louison Bobet       | Bobet-BP-Hutchinson               | 6h 01' 26" |
| 2       | Alfred de Bruyne    | Mercier-BP-Hutchinson             | m. t.      |
| 3       | Jean Forestier      | Follis-Dunlop                     | m. t.      |
| 4       | Rik van Steenbergen | Elvé-Peugeot                      | m. t.      |
| 5       | Bernard Gauthier    | Mercier-BP-Hutchinson             | m. t.      |
| 6       | Nello Lauredi       | Helyett-Potin                     | m. t.      |
| 7       | Germain Derijcke    | Van Hauwaert-Faema-Guerra         | + 53"      |
| 8       | André Vlaeyen       | Elvé-Peugeot                      | m. t.      |
| 9       | Jean Robic          | Essor                             | m. t.      |
| 10      | Gilbert Bauvin      | Saint-Raphaël-R. Geminiani-Dunlop | m. t.      |